# Масс (кружка)
Масс (нем. Maß) — литровая кружка для пива или радлера в германоязычных странах. Крупный толстостенный стеклянный или керамический (глиняный) стакан с ручкой на боковой поверхности. В общих чертах масс имеет форму, приближающуюся к усечённому конусу или цилиндру, и варьирующуюся от одного производителя к другому. Часто имеет нанесённые отличительные черты конкретных производителей пива.

## Размер
В южно-германских землях масс вмещала в себя точно 1,069 литра или 1,881 пинты. Такая мера была установлена баварским королевским окружным судом. Европа признала единицей измерения масс, объём которой составлял 1,069 литра: Масс из Баварии. В других местах объём масса мог отличаться: в Швейцарии в период между 1838 и 1877, а также в Бадене до 1871 масс принимался за 1,5 литра. В Чехии (Старе-Место) масс равнялся аж 3,35 литрам. Сегодня объём такой пивной кружки составляет ровно 1 литр и широко используется в пивных садах, а также является основной посудой на Октоберфесте.

## Этимология
Заимствование слова произошло около XIX века из баварского языка, где die Maß означало «кружка» или же являлось аббревиатурой от Maßkrug (мн. число Maßkrüge) или Maßkanne. Часто слово неправильно интерпретируется как представитель литературного немецкого языка: das Maß — мера.
Разновидности масс:
- Стеклянные
- Керамические